# Okenia pellucida
Okenia pellucida Burn, 1967 è un mollusco nudibranchio della famiglia Goniodorididae.
Il nome deriva dal latino pellucidus, cioè trasparente, diafano, per l'aspetto.

## Distribuzione e habitat
Molto diffusa dal Giappone alla Malaysia, Nuova Zelanda, Australia, Hawaii e Emirati Arabi Uniti